# La última nieve de primavera
La última nieve de primavera (L'ultima neve di primavera) es una película italiana de 1973 dirigida por Raimondo Del Balzo. Su éxito se debió en gran parte a la cortina musical de Franco Micalizzi. Pertenece a lo que en Italia se conoce como género strappalacrime (del italiano strappare, arrancar; y lacrime, lágrimas).

## Argumento
Perugia. Roberto es un abogado exitoso que enviudó con un hijo preadolescente, Luca. Incapaz de cuidar a su hijo solo, Roberto lo inscribe en un internado, del cual el niño se va solo durante las vacaciones. Luca sufre la vida en la universidad y la falta de su madre.
Para las vacaciones de Pascua, Luca regresa a casa, pero Roberto siempre está muy ocupado con el trabajo. Luca pasa su tiempo libre de la escuela en compañía de la doncella Mariolina, su amiga de la universidad Stefanella y Bernardo, una amiga de sus padres desde hace mucho tiempo. Satisfaciendo las insistentes solicitudes de Luca, Roberto lo lleva con él a unas cortas vacaciones en la playa, durante las cuales el niño conoce a Verónica, la nueva compañera de su padre.
Inicialmente, Luca tiene dificultades para aceptar la presencia de Verónica, pero podrá ganarse su afecto y reprochará a Roberto por descuidar a su hijo para el trabajo. Roberto luego le promete a Luca que tan pronto como se case con Verónica, volverá a vivir con ellos y dejará el internado, por lo que Luca está feliz.
Roberto luego decide llevar a Luca a unas cortas vacaciones en la nieve antes de regresar a la universidad. Durante un descenso en trineo en las montañas, Luca cae y se lastima, y durante su hospitalización acusa debilidad: los trabajadores de la salud aconsejan a Roberto que traiga a su hijo a Perugia y lo examinen allí. Los análisis revelan que Luca sufre de una forma grave de leucemia cuyos tratamientos resultan ineficaces. Roberto no le presta atención a su hijo, consciente solo en ese momento de lo que se había desprendido en el pasado hacia él.
Después de sentir que no sobrevivirá, Luca le pide a Roberto que lo acompañe a un parque de diversiones, un lugar donde nunca antes había estado con su padre. Roberto satisface a su hijo, pero el parque de atracciones está cerrado: por lo tanto, decide pedirle a sus gerentes que lo abran para cumplir el último deseo del hijo que está muriendo. Durante los recorridos por las diversas atracciones, Luca le confiesa a su padre que, a pesar de su enfermedad, fue el momento más feliz de su vida porque siempre estuvo cerca de él. Durante un paseo en el carrusel de caballos, Luca siente una grave sensación de fatiga y poco después muere en los brazos de Roberto.

## Banda sonora
El éxito de la película también se debe a la banda sonora compuesta por Franco Micalizzi y dirigida por Alessandro Blocksteiner, que también tuvo mucho éxito.